# 彭萍
彭萍（1967年1月14日—），中国篮球运动员。她在1992年夏季奥林匹克运动会中，参加了女子篮球比赛并获得团体银牌。此外她还参加过1988年夏季奥林匹克运动会，获得第六名。
1997年從美國抵達臺灣，取得中華民國國民身分證與中華民國護照，效力台元紡織，也為台元贏得1998年日月光社會甲組聯賽亞軍，後於2001年退役。

## 外部連結
- 彭萍在fiba.basketball（英语）
- 彭萍在archive.fiba.com（存檔）（英语）
- 彭萍在Basketball-Reference.com（國際）（英语）
- 彭萍在Olympedia（英语）
- 彭萍在Chinese Olympic Committee (archived)（英语）